# Flavius Timasius
Flavius Timasius war ein spätantiker römischer Militär und Politiker. Als Heermeister (magister militum) und Konsul des Jahres 389 war er Ende des 4. Jahrhunderts einige Jahre lang einer der einflussreichsten Männer des (Ost-)Römischen Reiches unter Theodosius I., bis er 396 gestürzt wurde.

## Leben

### Aufstieg und Höhepunkt der Macht unter Theodosius I.
Flavius Timasius stammte offenbar, anders als viele andere Heermeister seiner Zeit, die häufig „barbarischer“ Herkunft waren, aus dem Römischen Reich. Ob er Christ oder „Heide“ war (d. h. noch den traditionellen römischen Kulten anhing), ist umstritten, es ist aber wahrscheinlicher, dass er wie viele im Umfeld des christlichen Kaisers Theodosius I. Christ war. Er erscheint zuerst als Offizier – wohl zuletzt mit der Rangstellung eines comes – unter Valens in den Quellen, der 364 bis 378 Kaiser im östlichen Teil des Römischen Reiches war. Für den 23. März 386 ist er das erste Mal als comes et magister equitum unter Theodosius I. belegt, also als Heermeister der Kavallerie. Offenbar diente er als magister equitum praesentalis, also direkt am kaiserlichen Hof. Als solcher war er wahrscheinlich seit 382 Nachfolger des Victor und agierte häufig zusammen mit Promotus, dem anderen magister militum praesentalis. Seit 388 ist er als magister equitum et peditum unter Theodosius genannt, also als Befehlshaber beider Truppenteile. Allerdings waren die Heermeister dieser Zeit ohnehin variabel einsetzbar. Timasius gehörte jedenfalls zu denjenigen Heermeistern, die nicht mit fester Residenz eine spezifische Grenzregion überwachten, sondern mobil im Gefolge des Kaisers an verschiedenen Stellen des Reiches eingesetzt wurden.
388 zog die Armee des Theodosius gegen den Usurpator Magnus Maximus im Westen des Reiches. Timasius war gemeinsam mit den Heermeistern Arbogast, Promotus und Richomer oberster Feldherr des Feldzugs; er war als Befehlshaber der Infanterie eingesetzt. In der Schlacht bei Poetovio wurde Maximus geschlagen und wenig später getötet. Danach war Timasius Ende 388 in Mediolanum (heute Mailand), wo Theodosius nach dem erfolgreichen Feldzug gegen Magnus Maximus die Verhältnisse im Westen neu zu ordnen suchte. Hier spielte Timasius eine Rolle in der kirchenpolitischen Auseinandersetzung mit dem Bischof Ambrosius, der den christlichen Kaiser dazu bewegen wollte, die an der antijudaistischen Verbrennung einer Synagoge in der Stadt Kallinikon beteiligten Christen nicht zu verurteilen und sich stattdessen unmissverständlich auf die Seite der christlichen Kirche zu stellen (siehe Ambrosius von Mailand#Einflussnahme auf Kaiser Theodosius I. zugunsten der Kirche). Ambrosius beschrieb die Intervention des Timasius in einem Brief an seine Schwester Marcellina, der erhalten ist. Demzufolge habe Timasius zu harsch gegen die Mönche gesprochen und sei daraufhin von Ambrosius zurechtgewiesen worden. Aus der Zeit nach dem Tod des Magnus Maximus sind außerdem einige Briefe des einflussreichen heidnischen römischen Senators Quintus Aurelius Symmachus an Timasius erhalten; die beiden lernten sich vermutlich in Rom, das Theodosius im Anschluss an den Feldzug 389 mit seinem Heer besuchte, persönlich kennen. Für das Jahr 389 wurde er gemeinsam mit seinem Heermeisterkollegen Promotus mit dem prestigeträchtigen Konsulat ausgezeichnet.
Als Theodosius im Jahr 391 aus dem Westen zurück in den Osten reiste, war Timasius dabei und war bei Thessalonike in gefährliche Auseinandersetzungen mit marodierenden Gotenverbänden verwickelt. In der nachfolgenden Zeit geriet er gemeinsam mit Promotus in einen Konflikt mit dem Prätorianerpräfekten Rufinus um die Gunst des Kaisers. 394 war er aber noch der wichtigste Militär (noch vor dem Heermeister Stilicho) im neuerlichen Feldzug des Kaisers in den Westen, der diesmal gegen den Usurpator Eugenius geführt und in der Schlacht am Frigidus ebenfalls gewonnen wurde. Danach scheint er gemeinsam mit Theodosius in den Osten zurückgekehrt zu sein. Nach dem Tod des Theodosius Anfang 395 und dem Tod des Rufinus im November desselben Jahres geriet er aber in größere Bedrängnis.

### Sturz
Der Eunuch und Oberkämmerer Eutropios hatte nun die einflussreichste Position am Hof des noch jugendlichen Kaisers Arcadius im Osten inne und entmachtete nacheinander die für ihn potentiell gefährlichen Heermeister. Timasius wurde 396 das erste Opfer von Eutropios’ Ränken: Über Barbus, der unter Timasius im Heer gedient hatte, ließ er den Heermeister, der gerade in Pamphylien weilte, wegen angeblicher Majestätsbeleidigung und Hochverrat gegen den Kaiser anklagen. Dem Gerichtsverfahren in Konstantinopel sollte der Kaiser zunächst – wie bei Verfahren gegen die mächtigen Heermeister bis dahin üblich – selbst vorstehen, trat aber auf Druck der öffentlichen Meinung zurück. Stattdessen traten der frühere Heermeister und Konsul Saturninus sowie Procopius, der Schwiegersohn des Kaisers Valens, als Richter auf. Obwohl Procopius sich für ihn einsetzte, wurde Timasius verurteilt und in die Verbannung in eine Oase in Libyen geschickt. Das Ende des Timasius wird in den Quellen unterschiedlich dargestellt: Nach Zosimos habe ihn sein Sohn Syagrius zunächst befreien können, danach sei aber von beiden nichts mehr zu hören gewesen. Nach Sozomenos soll Timasius in der Wüste verdurstet sein. Im Jahr 400 erwähnt ihn der Bischof Asterius von Amaseia in einer Homilie jedenfalls als tot, vermutlich war er schon früher gestorben.
Timasius war mit einer Christin namens Pentadia verheiratet, die nach seiner Verurteilung in einer Kirche Asyl suchte. Der Name seines Sohns, Syagrius, könnte  auf eine Verbindung mit der einflussreichen Familie der Syagrii hindeuten.
In der damaligen römischen Hauptstadt Konstantinopel wurde die scala Timasi, der Anlegeplatz am späteren Prosphorion-Hafen, wahrscheinlich nach ihm benannt.